# Филиппково (Дновский район)
Филиппково — деревня в Дновском районе Псковской области России. Входит в состав Выскодской волости Дновского района.
Расположена в центре района, на восточной границе районного центра и городского поселения Дно у железной дороги (направление на город Старая Русса).

## Население
| 2001 | 2002 | 2010 |
| ---- | ---- | ---- |
| 207  | ↗354 | ↘293 |

Численность населения деревни по оценке на конец 2000 года составляла 207 жителей, на 2010 год — 334 жителя.

## История
До 2005 года деревня входила в состав Замошской волости (с центром в д. Лукомо).